# Brigitte Bierlein
Brigitte Bierlein (født 25. juni 1949, død 3. juni 2024) var en østrigsk jurist og politiker, der i en kort periode var sit lands kansler. Efter Ibiza-affæren trådte den tidligere kansler, Sebastian Kurz, tilbage, hvorpå præsident Alexander Van der Bellen udpegede Bierlein som hans afløser. Hun tiltrådte embedet 3. juni 2019 som den første kvindelige kansler i Østrigs historie, og hun forblev kansler, til regeringsforhandlingerne efter valget til Nationalrådet i september 2019 var afsluttet. Den nye regering, som igen blev ledet af Sebastian Kurz, tiltrådte 7. januar 2020, hvorved Bierlein derfor fratrådte.
Inden hun blev kansler, var Brigitte Bierlein Østrigs ledende offentlige anklager 1990-2002, og hun var medlem af bestyrelsen for den Internationale Forening for Anklagere 2001-2003. I 2003 blev hun valgt ind i Østrigs forfatningsdomstol, og i perioden 2018-2019 var hun præsident for denne instans.
Hun tilsluttede aldrig sig et politisk parti, men hun ansås som liggende centrum-højre på det politiske spektrum, blandt andet på grund af sin kamp for hårdere straffe i sin tid som offentlig anklager.